# Winnie Puuh und das Hundewetter
Winnie Puuh und das Hundewetter (Originaltitel: Winnie the Pooh and the Blustery Day) ist ein US-amerikanischer Zeichentrick-Kurzfilm von Wolfgang Reitherman aus dem Jahr 1968.

## Handlung
Es ist Windstag, der Ostwind geht und der Westwind kommt und viele merkwürdige Dinge geschehen. Winnie Puuh besucht sein idyllisches Plätzchen (Thotfull Spot), um nachzudenken. Als Gopher ihm mitteilt, dass er lieber nach Hause gehen sollte, da Windsday sei, beschließt Puuh, seinen Freunden einen schönen Windsday zu wünschen. Er geht zu Ferkel, der vom Wind in die Höhe getragen wird. Gerade so kann Puuh ihn an seinem Schal festhalten, der sich auflöst, sodass er Ferkel nun wie einen Drachen mit sich führt und schließlich selbst davongetragen wird. Beide werden an die Scheibe von Oiles Haus geweht, der sie einlässt. Der Sturm bringt schließlich den Baum zu Fall, auf dem Oiles Haus steht. Christopher Robin und I-Ah erscheinen und beschließen, für Eule ein neues Haus zu finden. Der wiederum beginnt, aus der Vergangenheit zu erzählen und es wird Nacht.
Nachts hört Puuh in seinem Heim merkwürdige Geräusche und öffnet schließlich vorsichtig die Tür. Es erscheint ein Tiger, der sich selbstbewusst als Tigger vorstellt, Puuhs Honig probiert und so schnell davonspringt, wie er gekommen ist. Da er meinte, elefantenähnliche Heffalumps und wieselgleiche Woozles würden Honig stehlen, bewacht Puuh nun die Nacht über seine Honigvorräte. Es gewittert, Puuh schläft ein und träumt einen merkwürdigen Traum um Elefanten und Honigtöpfe. Als er erwacht, steht sein Bau unter Wasser. Auch Ferkel hat mit Hochwasser zu kämpfen, verschickt eine um Hilfe bittende Flaschenpost und wird schließlich auf einem Stuhl davongetrieben. Puuh wiederum, der sich mit seinen Honigvorräten auf einen Baum gerettet hat, landet kopfüber in einem Honigtopf und wird ebenfalls vom Wasser davongetragen.
Die Tiere versammeln sich bei Christopher Robin. Kängas Kind Klein-Ruh findet die Flaschenpost von Ferkel und Christopher Robin schickt Oile los, um Ferkel Mut zu machen: Alle anderen planen seine Rettung. Ferkel und Puuh treiben nebeneinander den Fluss hinab, als Oile sich zu ihnen gesellt und die geplante Rettung verkündet, jedoch schon wieder in Anekdoten abschweift. Ferkel und Puuh fallen einen Wasserfall hinunter, wobei Puuh aus seinem Honigtopf auf Ferkels Stuhl fällt, während Ferkel im Honigtopf landet. Beide werden so an die Insel von Christopher Robin gespült, der Puuh als Retter von Ferkel einen Helden nennt und am Ende eine große Helden-Feier veranstaltet. Puuh darf Heldenhonig essen, doch erscheint plötzlich I-Ah, der auch während des Hochwassers nach einer neuen Bleibe für Oile gesucht hat und nun fündig geworden ist: Er präsentiert allen Ferkels Haus als neue Wohnung für Oile. Ferkel traut sich nicht, I-Ah darauf aufmerksam zu machen, dass es sein Baum ist und wird weinerlich. Puuh bietet ihm an, in Zukunft bei ihm zu wohnen, und so wird aus der Ein-Helden-Feier eine Zwei-Helden-Feier: Puuh wird als Retter von Ferkel gefeiert und Ferkel als Wohnungsgeber für Oile.

## Produktion
Winnie Puuh und das Hundewetter basiert auf einer Geschichte von A. A. Milne. Der Film kam am 20. Dezember 1968 in die Kinos.
Im Jahr 1977 wurde Winnie Puh und das Hundewetter gemeinsam mit den Kurzfilmen Winnie Puuh und der Honigbaum aus dem Jahr 1966 und Winnie Puuh und Tigger dazu aus dem Jahr 1974 zum Langfilm Die vielen Abenteuer von Winnie Puuh zusammengestellt und als 22. Disney-Langfilm im Kino gezeigt.

## Synchronisation
Es existieren zwei deutsche Synchronfassungen. Die erste entstand bei der Simoton Film GmbH, Berlin. Heinrich Riethmüller schrieb das Dialogbuch und führte Regie. Diese Fassung entstand allein für den Kurzfilm, die zweite Fassung entstand als Teil des Langfilmes Die vielen Abenteuer von Winnie Puuh, bei dem alle drei Winnie-Puuh-Kurzfilme zusammengeschnitten wurden. Diese Fassung entstand bei der Berliner Synchron. Rainer Martens führte Dialogregie und überarbeitete das Riethmüller-Buch.
| Figur             | Originalsprecher   | Deutscher Sprecher                | Deutscher Sprecher (1994) |
| ----------------- | ------------------ | --------------------------------- | ------------------------- |
| Erzähler          | Sebastian Cabot    | Joachim Cadenbach                 | Roland Hemmo              |
| Winnie Puuh       | Sterling Holloway  | Walter Gross                      | Heinz Palm                |
| Ferkel            | John Fiedler       | Dieter Kursawe                    | Santiago Ziesmer          |
| Christopher Robin | Jon Walmsley       | Ralph Richardt oder Stefan Krause | Filipe Pirl               |
| Eule              | Hal Smith          | Erich Fiedler                     | Helmut Heyne              |
| I-Ah              | Ralph Wright       | Eduard Wandrey                    | Tilo Schmitz              |
| Rabbit            | Junius C. Matthews | Brigitte Mira oder Elfe Schneider | Uwe Paulsen               |
| Gopher            | Howard Morris      | Harry Wüstenhagen                 | Jörg Gottschick           |
| Känga             | Barbara Luddy      | Inge Landgut                      | Ellen Rappus              |
| Klein-Ruh         | Clint Howard       | Angelika Herwig                   | Victoria Frenz            |
| Tigger            | Paul Winchell      | Martin Hirthe                     | Wolfgang Kühne            |

## Auszeichnungen
Winnie Puuh und das Hundewetter gewann 1969 den Oscar in der Kategorie „Bester animierter Kurzfilm“. Walt Disney, der bis zu seinem Tod 1966 als Produzent des Films tätig war, erhielt die Auszeichnung postum.